# Heliotropium tiaridioides
Heliotropium tiaridioides là loài thực vật có hoa trong họ Mồ hôi. Loài này được Cham. mô tả khoa học đầu tiên năm 1829.